# Чемпіонат Загреба з футболу 1918–1919
Чемпіонат Загреба з футболу 1918-1919 — футбольний турнір в Загребі, що був організований футбольною асоціацією. Турнір стартував як Другий воєнний чемпіонат Загреба восени 1918 року і мав бути зіграний в одне коло. Але це змагання не було завершене, адже зіграли лише 7 матчів. Весною було вирішено продовжити змагання, врахувавши результати осінніх матчів. Чемпіонат завершено 6 серпня 1919 року, а чемпіоном став клуб «Граджянскі». 

## Підсумкова турнірна таблиця
|    | Команди    | М | В | Н | П | ГЗ | ГП | О  |
| -- | ---------- | - | - | - | - | -- | -- | -- |
| 1. | Граджянскі | 8 | 8 | 0 | 0 | 36 | 5  | 16 |
| 2. | ХАШК       | 8 | 5 | 1 | 2 | 28 | 10 | 11 |
| 3. | Конкордія  | 8 | 3 | 2 | 3 | 14 | 15 | 8  |
| 4. | Ілірія     | 8 | 2 | 1 | 6 | 8  | 23 | 3  |
| 5. | Кроация    | 8 | 0 | 0 | 8 | 4  | 37 | 0  |

## Таблиця результатів
| Команди    | ГРАД | ХАШК | КОНК | ІЛІР | КРОА |
| ---------- | ---- | ---- | ---- | ---- | ---- |
| Граджянскі | ххх  | 2:0  | 4:0  | 3:0  | 3:1  |
| ХАШК       | 2:4  | ххх  | 2:2  | 4:0  | 5:1  |
| Конкордія  | 1:4  | 0:4  | ххх  | 0:0  | 2:1  |
| Ілірія     | 1:5  | 1:4  | 0:6  | ххх  | 4:1  |
| Кроация    | 0:11 | 0:7  | 0:3  | 0:2  | ххх  |

## Склад чемпіона
«Граджянскі»: Врджюка, Фердербер, Шифер, Юрчек, Фельдбауер, Врбанчич, Старий, Пейнович, Кінерт, Першка, Гранець, Врагович, Бенич. 

## Підсумкова таблиця другого розряду
|    | Команди | М | В | Н | П | ГЗ | ГП | О |
| -- | ------- | - | - | - | - | -- | -- | - |
| 1. | Шпарта  | 4 | 2 | 2 | 0 | 6  | 2  | 6 |
| 2. | Славія  | 4 | 2 | 1 | 1 | 6  | 6  | 5 |
| 3. | Славен  | 4 | 0 | 1 | 3 | 5  | 9  | 1 |